# بيني فيلهابر
بيني فيلهابر (بالإنجليزية: Benny Feilhaber)‏، من مواليد 19 يناير 1985، لاعب كرة قدم أمريكي.
يلعب مع نادي آرهوس الدنماركي.
بدأ باللعب مع منتخب الولايات المتحدة لكرة القدم في عام 2007.

## روابط خارجية
- بيني فيلهابر على موقع الاتحاد الدولي (مؤرشف)  (الإنجليزية)
- بيني فيلهابر على موقع الدوري الأمريكي (الإنجليزية)
- بيني فيلهابر على موقع قاعدة بيانات كرة القدم.إي يو (الإنجليزية)
- بيني فيلهابر على موقع ناشيونال فوتبول تيمز (الإنجليزية)
- بيني فيلهابر على موقع Soccerbase.com (لاعب) (الإنجليزية)
- بيني فيلهابر على موقع Soccerway.com (الإنجليزية)
- بيني فيلهابر على موقع عالم كرة القدم.نت (الإنجليزية)
- بيني فيلهابر على موقع كووورة
- بيني فيلهابر على موقع أوليمبيديا (الإنجليزية)
- بيني فيلهابر على موقع AS.com (الإسبانية)